# Iles
Iles est une municipalité située dans le département de Nariño en Colombie.

## Toponymie
Iles s'est nommée successivement Ylis et Illis. Enfin, elle est reconnue sous le nom d'Iles par la loi 131 d'octobre 1863.
Iles est surnommée « Bello Balcón de los Andes » (Beau balcon de la cordillère des Andes).

## Histoire
Les habitants d'Iles, principalement d'origine indigène, sont issus d'ethnies amérindiennes. Ils sont en majorité de tradition agraire.
De 1538 à 1711, le sud et le centre de Nariño sont dominés par l'ethnie Quillacinga qui veut occuper et soumettre à sa volonté ces régions.
La ville est fondée le 1er janvier 1711 par l'Espagnol Juan García Tulcanaza Illisman. L'Audience royale de Quito, ancienne division administrative de l'empire espagnol, autorise une expédition pour mettre fin à l'anarchie provoquée par l'ethnie Quillacinga et conserver la paix entre les tribus et communautés.
Selon la loi 131 d'octobre 1863 de la Constitution de la Colombie, la municipalité prend le nom d'Iles.

## Géographie
Iles, située dans la cordillère des Andes, est à une altitude de 3 000 m. Sa température moyenne est de 12 °C.
Limites de la municipalité d'Iles :
- au nord : Imués ;
- au sud : Gualmatán, Contadero et Pupiales ;
- à l'ouest : Ospina et Sapuyes ;
- à l'est : Funes.

Sa superficie est de 84 km2. L'extension de sa zone urbaine (sud-ouest du département de Nariño) couvre 65 km2.

## Symboles

### Drapeau
Le drapeau de la municipalité d'Iles comporte deux couleurs : le jaune et le vert, et trois bandes verticales : vert, jaune, vert.
La couleur verte (identique pour la première et la troisième bande) représente la fertilité des terres. La couleur jaune fait référence à la zone de culture du blé qui caractérise la ville.

### Hymne
Les paroles de l'hymne de la municipalité sont d'Eduardo Unigarro et la musique d'Argimiro Hernández.

### Héraldique
| Blason de Iles | Blason  | D'azur au mont de sinople symbolisant le relief de la ville, au sommet de la montagne une couronne de gueules, d'or, d'argent et de sinople, qui symbolise Notre Dame du Rosaire, à la fasce d'argent chargée d'une flamme olympique d'or et de gueules rappelant l'esprit sportif des habitants d'Iles, accostée de vingt-trois étoiles à cinq rais d'or qui représentent le nombre de divisions administratives de la ville. En pointe, un livre d'argent, ouvert, symbolisant l'amour de l'étude des Ileños, avec les dates, en chiffres de sable, du centenaire de la vie civile d'Iles : 1871-1971. Le livre est accosté d'épis de blé qui évoquent la prospérité agricole. L'écu est orné d'une bordure d'or avec la devise en lettres de sable : « Justicia y Trabajo » (« Justice et Travail »). |
| Blason de Iles | Détails | Le blason de la municipalité, au bord supérieur incurvé, de forme française (XVIe siècle), fut conçu par Luis Castulo Bravo Dávila, en 1971, pour célébrer le premier centenaire de la vie civile d'Iles. |

## Pour approfondir